# Je suis d'ailleurs (recueil)
Je suis d'ailleurs est un recueil de nouvelles appartenant aux genres fantastique et horreur de l'auteur américain H. P. Lovecraft publié en France aux éditions Denoël dans la collection Présence du futur en 1961.

## Liste des nouvelles du recueil
- Je suis d'ailleurs (The Outsider)
 publié pour la première fois dans Weird Tales, avril 1926
- La Musique d'Erich Zann  (The Music of Erich Zann) 
 publié pour la première fois dans The National Amateur, mars 1922
- L'Indicible (The Unnamable)
 publié pour la première fois dans Weird Tales, juillet 1925
- Air froid (Cool Air)
 publié pour la première fois dans Tales of Magic and Mystery, mars 1928
- Le Molosse (The Hound)
 publié pour la première fois dans Weird Tales, février 1924
- La Maison maudite (The Shunned House)
 publié pour la première fois dans Weird Tales, octobre 1937
- La Tourbière hantée (The Moon-Bog)
 publié pour la première fois dans Weird Tales, juin 1926
- Arthur Jermyn (Facts Concerning the Late Arthur Jermyn and His Family)
 publié pour la première fois dans The Wolverine, mai-juin 1921
- Le Modèle de Pickman (Pickman's Model)
 publié pour la première fois dans Weird Tales, octobre 1927
- La Cité sans nom (The Nameless City)
 publié pour la première fois dans The Wolverine, novembre 1921
- La Peur qui rôde (The Lurking Fear)
 publié pour la première fois dans Home Brew, par épisodes de janvier à avril 1923

## Éditions françaises
- Denoël, coll. Présence du futur no 45, février 1961, traduction de Yves Rivière. Réédité en 1969, 1971, 1973, 1984, 1988, 1989, 1993 et 1994[2].
- Gallimard, coll. Folio SF, 2001.